# Білецька Текля Теодорівна
Білецька Текля (7 грудня 1899, Тернопіль — 26 серпня 1965, Чикаго) — українська письменниця.

## Життєпис
Народилася 7 грудня 1899 року в місті Тернополі. Закінчила вчительську семінарію у Львові (1919), працювала в різних школах Галичини. У 1945 р. потрапила до табору ДП в Інґольштадті (Німеччина). У 1949 р. прибула до США, оселилася в Чикаго, працювала урядовцем.
Померла 26 серпня 1965 р. у Чикаго.

## Доробок
Авторка збірок:
- «Бабусині казки»(1959),
- «Квітка щастя» (посм.,1967).